# Christian Gartner
Christian Gartner (Kittsee, 3 aprile 1994) è un calciatore austriaco, centrocampista del Stripfing.

## Carriera

### Club
Esordisce il 13 maggio 2010 nella sconfitta 1-3 contro il Rapid Vienna.